# ETCC 2016
La stagione 2016 della European Touring Car Cup è stata la dodicesima edizione del campionato organizzato dalla FIA. È iniziata il 3 aprile al circuito Paul Ricard, in Francia, ed è terminata il 2 ottobre all'autodromo Enzo e Dino Ferrari- Imola, in Italia.

## Piloti e scuderie
| Classe Super 2000           | Classe Super 2000      | Classe Super 2000 | Classe Super 2000         | Classe Super 2000 |
| Scuderia                    | Vettura                | #                 | Pilota                    | Gare              |
| --------------------------- | ---------------------- | ----------------- | ------------------------- | ----------------- |
| JSB Compétition             | SEAT León Cup Racer    | 2                 | Pierre Etiene Chaumat     | 5                 |
| ADAC Team Hessen-Thüringen  | SEAT León Cup Racer    | 4                 | Andreas Pfister           | 6                 |
| ADAC Team Hessen-Thüringen  | SEAT León Cup Racer    | 7                 | Pierre Humbert            | 1                 |
| ADAC Team Hessen-Thüringen  | SEAT León Cup Racer    | 9                 | Wolfgang Kriegl           | 2                 |
| Zengő Motorsport            | SEAT León Cup Racer    | 8                 | Norbert Nagy              | 1-6               |
| Rikli Motorsport            | Honda Civic TCR        | 11                | Kris Richard              | 1-6               |
| Rikli Motorsport            | Honda Civic TCR        | 12                | Peter Rikli               | 1-6               |
| Rikli Motorsport            | Honda Civic TCR        | 24                | Aku Pellinen              | 6                 |
| Rikli Motorsport            | Honda Civic TCR        | 72                | Claudio Truffer           | 6                 |
| Rikli Motorsport            | SEAT León Cup Racer    | 75                | Adrian Spescha            | 6                 |
| ASK Lein Racing             | SEAT León TCR          | 14                | Igor Stefanovski          | 6                 |
| ASK Lein Racing             | SEAT León TCR          | 17                | Mladen Lalušić            | 1-5               |
| Lema Racing                 | SEAT León Cup Racer    | 14                | Igor Stefanovski          | 1-4               |
| Lema Racing                 | SEAT León Cup Racer    | 27                | Boštan Avbelj             | 6                 |
| Lema Racing                 | SEAT León Cup Racer    | 37                | Fábio Mota                | 1-6               |
| Křenek Motorsport           | SEAT León TCR          | 19                | Christ-Johannes Schreiber | 1-6               |
| Křenek Motorsport           | SEAT León TCR          | 22                | Petr Fulín                | 1-6               |
| Sébastien Loeb Racing       | Peugeot 308 Racing Cup | 30                | Teddy Clairet             | 3                 |
| Sébastien Loeb Racing       | Peugeot 308 Racing Cup | 38                | David Pouget              | 3                 |
| Speedy Motorsport           | SEAT León Cup Racer    | 55                | Manuel Fernandes          | 4                 |
| Baporo Motorsport           | SEAT León Cup Racer    | 73                | Aleksandr Artemjev        | 1                 |
| Münnich Motorsport          | Honda Civic TCR        | 77                | René Münnich              | 1                 |
| Classe Super 1600           |                        |                   |                           |                   |
| Scuderia                    | Vettura                | #                 | Pilota                    | Gare              |
| RAVENOL Motorsport          | Ford Fiesta 1.6 16V    | 81                | Nicklas Machschin         | 1-6               |
| RAVENOL Motorsport          | Ford Fiesta 1.6 16V    | 82                | Ksenija Niks              | 1-6               |
| RAVENOL Motorsport          | Ford Fiesta 1.6 16V    | 83                | Daniel Niermann           | 1-6               |
| RAVENOL Motorsport          | Ford Fiesta 1.6 16V    | 84                | Ulrike Krafft             | 1-3, 6            |
| RAVENOL Motorsport          | Ford Fiesta 1.6 16V    | 85                | Tomáš Korený              | 1-2, 4-6          |
| MSC Wahlscheid e.V. im ADAC | Peugeot 207 Sport      | 86                | Andreas Rinke             | 1-6               |
| MSC Wahlscheid e.V. im ADAC | Peugeot 207 Sport      | 87                | David Griessner           | 3                 |
| MSC Wahlscheid e.V. im ADAC | Peugeot 207 Sport      | 88                | Kevin Hilgenhövel         | 1-2, 4-6          |
| Master KR Racing            | Ford Fiesta 1.6 16V    | 95                | Serhij Kravec'            | 2-3               |
| Master KR Racing            | Ford Fiesta 1.6 16V    | 97                | Pavlo Kopjlec'            | 2-3               |
| Master KR Racing            | Ford Fiesta 1.6 16V    | 99                | Andrij Levtušenko         | 1-2               |

## Calendario
| Gara | Gara | Circuito                            | Data      |
| ---- | ---- | ----------------------------------- | --------- |
| 1    | G1   | Circuito Paul Ricard                | 3 aprile  |
| 1    | G2   | Circuito Paul Ricard                | 3 aprile  |
| 2    | G3   | Slovakiaring                        | 17 aprile |
| 2    | G4   | Slovakiaring                        | 17 aprile |
| 3    | G5   | Nürburgring Nordschleife            | 28 maggio |
| 3    | G6   | Nürburgring Nordschleife            | 28 maggio |
| 4    | G7   | Circuito Internacional de Vila Real | 26 giugno |
| 4    | G8   | Circuito Internacional de Vila Real | 26 giugno |
| 5    | G9   | Circuito di Nevers Magny-Cours      | 10 luglio |
| 5    | 10   | Circuito di Nevers Magny-Cours      | 10 luglio |
| 6    | G11  | Autodromo Enzo e Dino Ferrari       | 2 ottobre |
| 6    | G12  | Autodromo Enzo e Dino Ferrari       | 2 ottobre |

## Risultati e classifiche

### Gare
| Gara | Circuito                            | Pole position | Giro veloce               | Vincitore Super 2000 | Vincitore Super 1600 | Supporto                                            |
| ---- | ----------------------------------- | ------------- | ------------------------- | -------------------- | -------------------- | --------------------------------------------------- |
| 1    | Circuito Paul Ricard                | René Münnich  | Kris Richard              | Petr Fulín           | Niklas Mackschin     | Campionato del mondo turismo                        |
| 2    | Circuito Paul Ricard                |               | Petr Fulín                | Petr Fulín           | Niklas Mackschin     | Campionato del mondo turismo                        |
| 3    | Slovakiaring                        | Petr Fulín    | Mladen Lalušić            | Kris Richard         | Ulrike Krafft        | Campionato del mondo turismo                        |
| 4    | Slovakiaring                        |               | Christ-Johannes Schreiber | Kris Richard         | Niklas Mackschin     | Campionato del mondo turismo                        |
| 5    | Nürburgring                         | Petr Fulín    | Kris Richard              | Petr Fulín           | David Griessner      | Campionato del mondo turismo 24 Ore del Nürburgring |
| 6    | Nürburgring                         |               | Kris Richard              | Kris Richard         | Niklas Mackschin     | Campionato del mondo turismo 24 Ore del Nürburgring |
| 7    | Circuito Internacional de Vila Real | Norbert Nagy  | Norbert Nagy              | Manuel Fernandes     | Niklas Mackschin     | Campionato del mondo turismo                        |
| 8    | Circuito Internacional de Vila Real |               | Petr Fulín                | Kris Richard         | Niklas Mackschin     | Campionato del mondo turismo                        |
| 9    | Circuito di Nevers Magny-Cours      | Kris Richard  | Kris Richard              | Petr Fulín           | Tomáš Korený         | Campionato FFSA GT                                  |
| 10   | Circuito di Nevers Magny-Cours      |               | Petr Fulín                | Kris Richard         | Kevin Hilgenhövel    | Campionato FFSA GT                                  |
| 11   | Autodromo Enzo e Dino Ferrari       | Aku Pellinen  | Igor Stefanovski          | Igor Stefanovski     | Nicklas Machschin    | Campionato europeo Formula 3 Campionato FFSA GT     |
| 12   | Autodromo Enzo e Dino Ferrari       |               | Petr Fulín                | Petr Fulín           | Nicklas Machschin    | Campionato europeo Formula 3 Campionato FFSA GT     |

### Classifiche
| Pos.       | Pilota                    | LEC        | LEC        | SVK        | SVK        | NÜR        | NÜR        | VIL        | VIL        | MAG        | MAG        | IMO        | IMO        | Punti      |
| Super 2000 | Super 2000                | Super 2000 | Super 2000 | Super 2000 | Super 2000 | Super 2000 | Super 2000 | Super 2000 | Super 2000 | Super 2000 | Super 2000 | Super 2000 | Super 2000 | Super 2000 |
| ---------- | ------------------------- | ---------- | ---------- | ---------- | ---------- | ---------- | ---------- | ---------- | ---------- | ---------- | ---------- | ---------- | ---------- | ---------- |
| 1          | Kris Richard              | 5          | Rit        | 1          | 1          | 2          | 1          | 4          | 1          | 4          | 1          | 2          | 2          | 109        |
| 2          | Petr Fulín                | 1          | 1          | ES         | 4          | 1          | 3          | 2          | 6          | 1          | 2          | 4          | 1          | 109        |
| 3          | Norbert Nagy              | 4          | 3          | 4          | 7          | Rit        | NP         | 11†        | 3          | 3          | 5          | 6          | 8          | 58         |
| 4          | Peter Rikli               | 3          | 2          | 2          | 2          | 5          | 6          | 3          | Rit        | 13         | 3          | 10         | 16         | 57         |
| 5          | Manuel Fernandes          |            |            |            |            |            |            | 1          | 2          |            |            |            |            | 40         |
| 6          | Mladen Lalušić            | 6          | 5          | 5          | 3          | 8          | 7          | 5          | 5          | 5          | Rit        |            |            | 40         |
| 7          | Fábio Mota                | 9          | Rit        | 3          | 5          | 7          | ES         | Rit        | 4          | 6          | Rit        | 8          | 4          | 32         |
| 8          | Christ-Johannes Schreiber | 7          | 8          | ES         | 6          | 6          | 2          | 13†        | Rit        | Rit        | NP         | 5          | 9          | 28         |
| 9          | Aku Pellinen              |            |            |            |            |            |            |            |            |            |            | 3          | 3          | 15         |
| 10         | Igor Stefanovski          | 11         | 7          | 7          | Rit        | Rit        | NP         | NP         | NP         |            |            | 1          | Rit        | 14         |
| 11         | Pierre Etiene Chaumat     |            |            |            |            |            |            |            |            | 2          | 4          |            |            | 14         |
| 12         | René Münnich              | 2          | 9          |            |            |            |            |            |            |            |            |            |            | 11         |
| 13         | Teddy Clairet             |            |            |            |            | 3          | 4          |            |            |            |            |            |            | 11         |
| 14         | David Pouget              |            |            |            |            | 4          | 5          |            |            |            |            |            |            | 9          |
| 15         | Aleksandr Artemjev        | 8          | 4          |            |            |            |            |            |            |            |            |            |            | 6          |
| 16         | Andreas Pfister           |            |            |            |            |            |            |            |            |            |            | 11         | 5          | 4          |
| 17         | Wolfgang Kriegl           |            |            | 6          | 8          |            |            |            |            |            |            |            |            | 4          |
| 18         | Boštjan Avbelj            |            |            |            |            |            |            |            |            |            |            | 9          | 6          | 3          |
| 19         | Pierre Humbert            | 10         | 6          |            |            |            |            |            |            |            |            |            |            | 3          |
| 20         | Adrian Spescha            |            |            |            |            |            |            |            |            |            |            | 12         | 7          | 2          |
| 21         | Claudio Truffer           |            |            |            |            |            |            |            |            |            |            | 7          | Rit        | 2          |
| Super 1600 |                           |            |            |            |            |            |            |            |            |            |            |            |            |            |
| 1          | Niklas Mackschin          | 12         | 10         | 9          | 9          | Rit        | 8          | 6          | 7          | 9          | 7          | 13         | 10         | 138        |
| 2          | Andreas Rinke             | 14         | 14         | 11         | 12         | 10         | 9          | 9          | 8          | 10         | 9          | 16         | 11         | 85         |
| 3          | Kevin Hilgenhövel         | 16         | 15         | Rit        | 11         |            |            | 7          | 9          | 8          | 6          | 13         | 13         | 81         |
| 4          | Tomáš Korený              | 13         | 13         | 10         | 13         |            |            | 8          | Rit        | 7          | 8          | 15         | 12         | 71         |
| 5          | Ksenija Niks              | 18         | Rit        | 13         | 16         | NP         | NP         | 10         | 10         | 11         | 10         | 18         | 15         | 38         |
| 6          | Daniel Niermann           | 19         | 16         | 14         | 15         | 12         | 12         | 12         | 11         | 12         | Rit        | 17         | Rit        | 37         |
| 7          | Ulrike Krafft             | 17         | 12         | 8          | 10         | NP         | NP         |            |            |            |            | NC         | 14         | 36         |
| 8          | Andrij Levtušenko         | 15         | 11         | Rit        | Rit        |            |            |            |            |            |            |            |            | 16         |
| 9          | David Griessner           |            |            |            |            | 9          | NP         |            |            |            |            |            |            | 12         |
| 10         | Pavlo Kopjlec'            |            |            | Rit        | Rit        | 11         | 10         |            |            |            |            |            |            | 12         |
| 11         | Serhij Kravec'            |            |            | 12         | 14         | Rit        | 11         |            |            |            |            |            |            | 12         |
| Pos.       | Pilota                    | LEC        | LEC        | SVK        | SVK        | NÜR        | NÜR        | VIL        | VIL        | MAG        | MAG        | IMO        | IMO        | Punti      |

| Colore  | Risultato             |
| ------- | --------------------- |
| Oro     | Vincitore             |
| Argento | 2º posto              |
| Bronzo  | 3º posto              |
| Verde   | Finito a punti        |
| Blu     | Finito senza punti    |
| Viola   | Ritirato (Rit)        |
| Viola   | Non classificato (NC) |
| Rosso   | Non qualificato (NQ)  |
| Nero    | Squalificato (SQ)     |
| Bianco  | Non partito (NP)      |
| Bianco  | Non ha gareggiato     |
| Bianco  | Infortunato (INF)     |
| Bianco  | Escluso (ES)          |
| Bianco  | Gara cancellata (C)   |